# Mr. Lonely
Mr. Lonely är en låt inspelad av Bobby Vinton. Det släpptes som singel år 1964 och nådde # 1 på den amerikanska Billboard Hot 100. Låten som ursprungligen fanns på Vintons album Roses Are Red från 1962. Senare samma år spelade Buddy Greco in en version av låten med samma backing track som Vintons version. Grecos singel nådde # 64 på Billboard Hot 100 i november 1962. 2005 samplade Akon Mr. Lonely på singeln Lonely.